# Крус, Гемма
Гемма Тереса Герреро Крус — первая филиппинка, победившая на конкурсе красоты Мисс Интернешнл 1964 года, прошедшем в пятый раз в Лонг-Бич (Калифорния).
Она получила премию «Outstanding Manileña» и «Золотое сердце» (Президентская награда), которую ей вручил президент Филиппин Диосдадо Макапагал.

## Наследие
Прабабушка Геммы Аранеты Крус по отцу, донья Мария Рисаль, сестра национального героя Филиппин, Хосе Рисаля.
Её мать — известная филиппинская писательница Кармен Герреро Накпил, а её дядя — писатель Леон Мария Герреро III.

## Путь к славе
Гемма победила в национальном конкурсе Мисс Филиппины, прошедшем в столице страны Маниле в 1964 году. Гемма Крус получила приз в размере US$10,000 за победу в конкурсе Мисс Интернешнл. Часть денег она пожертвовала в фонд помощи неимущим города en:Marikina City на Филиппинах. Конгресс принял специальную резолюцию об освобождении её от уплаты налогов.

## Карьера
Гемма Крус поступила на государственную службу в 1968 году при президенте Фердинанде Маркосе, который назначил её директором Национального Музея. Она была одновременно членом Национальной Исторической Комиссии Филиппин. Крус была назначена в Department of Tourism секретарём по туризму президентом Джозефом Эстрадой. Эту должность она занимала с 30 июня 1998 года по 20 января 2001. Она начала свою писательскую карьеру в 2001 году и в настоящее время раз в две недели пишет свою колонку в газете Manila Bulletin.
В 2003 году она была избрана директором, попечителем и президентом Общества охраны наследия Филиппин и была переизбрана в феврале 2006 года.
16 мая 2005 года Гемма Крус начала работу в ежедневной радиопрограмме Krus Na Daan (на филиппинском «Перекресток») на раиостанции DZRJ 810 и работу в ежедневном телевизионном шоу «Only Gemma!» на телеканале Rajah Broadcasting Network.
На сегодняшний день Гемма Аранета Крус является автором и соавтором шести книг:
- Makisig, the Little Hero of Mactan[7]
- Hanoi Diary: Beauty and Fashion for the Filipina[8] (соавтор)
- Sentimiento: Fiction and Nostagia[9]
- Katha at Salamisim ISBN 978-9712704161
- El Galeon de Manila: Un Mar de Historias (соавтор) ISBN 9789687860091
- Stones of Faith[10]

В апреле 2010 Гемма Аранета Крус была названа одним из членов Совета попечителей University of the City of Manila (Университетского городка Манилы).